# Cascano
Cascano è una frazione dei comuni di Sessa Aurunca e di Carinola in Provincia di Caserta, distante 4,5 km dal primo e 6,5 km dal secondo.

## Storia
Il borgo, d'origine romana come evidenzia il toponimo, è un centro noto soprattutto per l'artigianato della ceramica, la cui lavorazione è documentata nel sito almeno dal IV secolo d.C. A conferma della sua vocazione artistica e artigianale a Cascano è presente il Liceo Artistico (scuola superiore, ex Istituto d'Arte), che negli anni molto lustro sta offrendo all'intero territorio grazie agli artisti che ha formato.
Punti di riferimento del paese sono la piazza Roma e la piazza Gen. Martino. La frazione attraversata dalla S.S.7 Appia, collega il paese ai principali centri vicini Sessa Aurunca, Roccamonfina, Carinola, oltre che rendere facilmente raggiungibile il paese da altre località. Nel piccolo borgo ci sono 3 campi sportivi, diverse attività commerciali tra cui pizzerie e bar.

## La festa di San Giuseppe
La sera del 18 marzo vi si celebra la "festa dei fuochi", usanza di antica origine carnevalesca oppure secondo la tradizione legata a culti pagani (similmente a quanto ipotizzato per la Fogheraccia romagnola), sincreticamente collegata con la festa di San Giuseppe del 19 marzo patrono della chiesa universale, solennizzato dalla Chiesa cattolica e patrono di Cascano, la festa del 19 è preceduta nel settenario dalla distribuzione di pani (le cuccetelle o coccetelle), che tocca il culmine appunto il 18 quando dopo la celebrazione della novena vengono accese le pire, enormi falò preparati in ogni strada e angolo del paese per celebrare quella che appunto viene definita festa del fuoco, dove si distribuisce la "menestella" (ceci e fagioli).
la mattina del 19 marzo si svolge la processione del santo per le vie del paese.

## Infrastrutture e trasporti

### Strade
La frazione è interessata dalla strada statale 7 Via Appia.

### Ferrovie
Fino al 1957, la frazione era servita dalla stazione di Cascano, sulla ferrovia Sparanise-Gaeta.